# هارالد ناتویگ

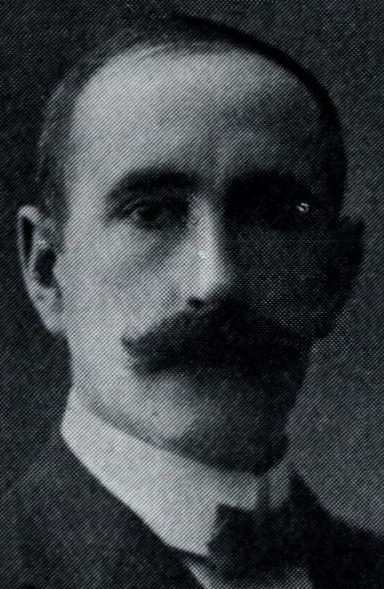
هارالد ناتویگ - تیرانداز اهل کشور نروژ

هارالد ناتویگ ورزشکار مرد رشتهٔ ورزش تیراندازی اهل کشور نروژ است. وی در بین سال‌های ‎۱۹۲۰ تا ۱۹۲۴ میلادی در مسابقات بازی‌های المپیک تابستانی در مجموع ۶ مدال، شامل ۳ مدال طلا و ۲ نقره و ۱ برنز را کسب کرد.